# Luis Cembranos Martínez
Luis Cembranos Martínez   (Lucerna, 6 de juny de 1972) és un exfutbolista i entrenador hispanosuís. Com a jugador ocupava la posició de migcampista. Va ser un cop internacional amb la selecció espanyola.

## Biografia
Nascut a Lucerna, Suïssa, Cembranos era fill d'emigrants espanyols i va tornar a aquest país quan era adolescent i es va traslladar a Lleó.
Es va formar al planter del FC Barcelona, i va destacar a la temporada 92/93, en la qual va aconseguir 6 gols en 10 partits a la UE Figueres. De nou al club blaugrana, Luis Cembranos va formar part de la denominada Lleva del Mini, tot i que va participar menys que altres companys en el primer equip.
La temporada 93/94 juga 28 partits amb el Barça B, i a l'any següent es reparteix entre el filial, el primer equip (3 partits amb el FC Barcelona) i el RCD Espanyol.
Amb l'equip perico romandria fins començaments de la temporada 98/99. En eixos anys, no va aconseguir ser titular en cap moment. Ans al contrari, va ser sovint el jugador de refresc per a la segona part.
La temporada 98/99 marxa al Rayo Vallecano, amb qui puja a primera divisió. A la temporada següent, juga fins a 35 partits i la temporada 00/01 aconsegueix nou gols. Eixos anys coincideixen amb la millor època del conjunt madrileny, que arribaria a disputar competicions europees.
A partir del 2001, però, van minvar les seues aportacions al Rayo, fins que el 2004, després de dos descensos consecutius de categoria, es va retirar.
Després de penjar les botes, Luis Cembranos segueix vinculat al món del futbol, com a entrenador del modest equip lleonés de l'Huracán Z.

## Selecció
Luis Cembranos va ser internacional amb la selecció espanyola en una ocasió, l'any 2000 en partit contra Polònia.